# Chùa Bạch Mã
Chùa Bạch Mã (Chữ Hán giản thể: 白马寺; Chữ Hán phồn thể: 白馬寺; Bính âm Hán ngữ: Báimǎ Sì; Wade–Giles: Pai-ma szu) theo truyền thuyết là ngôi chùa Phật giáo đầu tiên được xây dựng trên đất nước Trung Quốc,ngôi chùa được xây dựng năm 68 sau công nguyên dưới thời Hán Minh Đế triều Đông Hán tại kinh đô Lạc Dương.
Vị trí xây chùa là bên ngoài tường thành cố đô triều Đông Hán, khoảng 12–13  km phía đông thành phố Lạc Dương Tỉnh Hà Nam ngày nay. Đó là khoảng 40 phút bằng xe buýt Số 56 từ ga Lạc Dương. Ngôi chùa, mặc dù nhỏ hơn nhiều so với các ngôi chùa khác tại Trung Quốc, được hầu hết các tín đồ xem là "cái nôi của Phật giáo Trung Quốc".
Các công trình chính là một tổ hợp rất lớn được xây dựng lại dưới triều Minh (1368 đến 1644) và triều Thanh (1644 đến 1912). Những tòa nhà này được tân trang lại vào những năm 1950, và một lần nữa tháng 3 năm 1973 sau cuộc Cách mạng Văn hóa. Chùa có rất nhiều đại sảnh được chia ra bởi các sân nhỏ và các khu vườn, chiếm một khu vực rộng khoảng 13 ha. Các tấm bảng bằng cả tiếng Anh và tiếng Trung Quốc cung cấp thông tin chi tiết về các vị Phật được đặt trong các phòng. Các bức tượng quan trong bao gồm tượng của phật Tất-đạt-đa Cồ-đàm, Bố Đại (Phật Di Lặc ở Trung Quốc), tượng Phật bằng Ngọc bích của Quán Thế Âm, A di đà và La Hán, tượng đá của hai con ngựa trắng đã mang hai nhà sư Ấn Độ đến Trung Quốc. tượng hai sư tử ở lối vào. Dưới sự tài trợ quốc tế, ngôi chùa đã trải qua nhiều thay đổi, cả về cấu trúc bên trong. Gần đây nhất dự án hợp tác với Ấn Độ, được hoàn thành vào năm 2008 khi các công trình phong cách Ấn Độ được dựng lên.

## Nguồn gốc

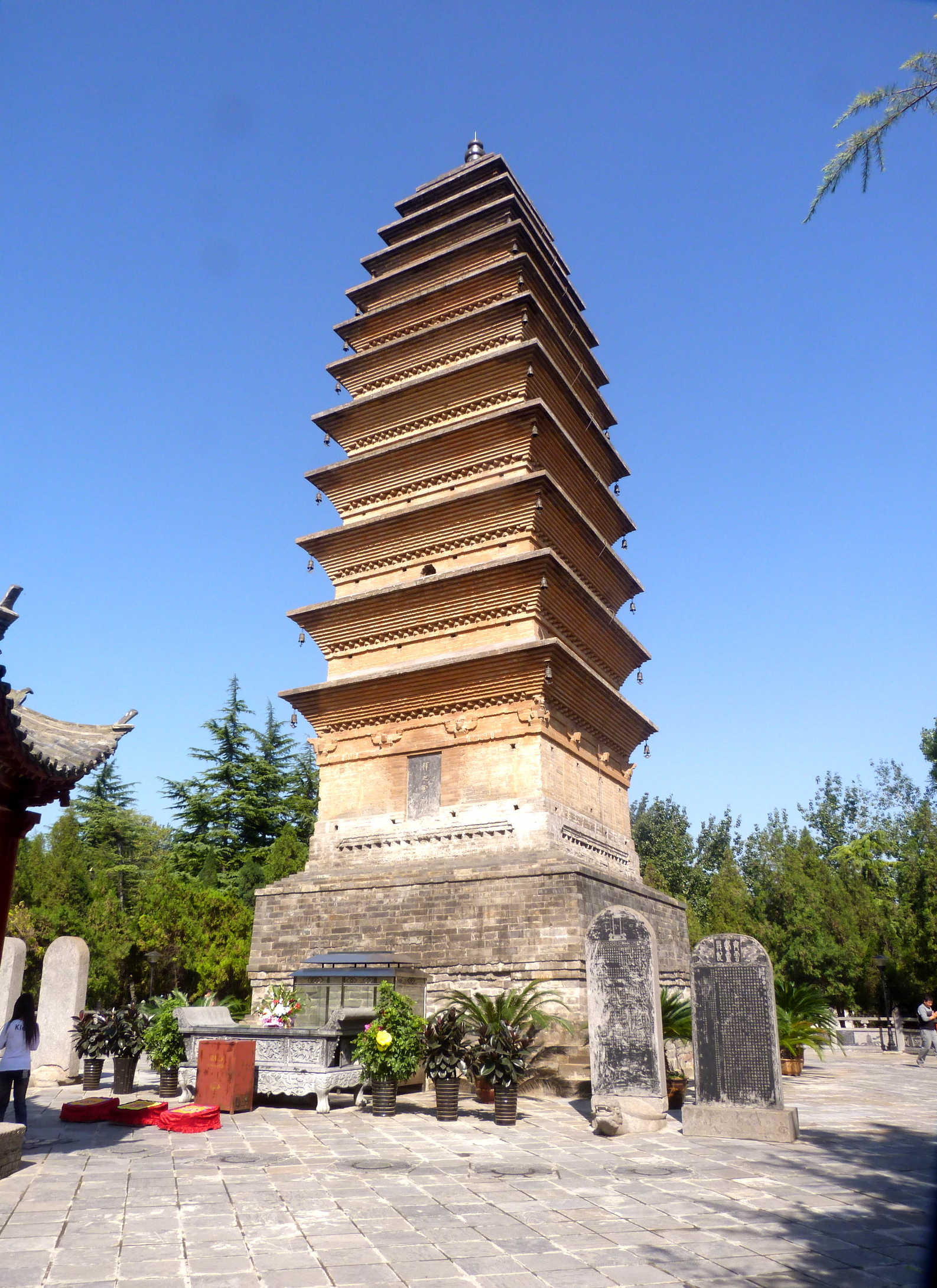
Mặc dù bị phá hủy nhiều lần trong lịch sử, hiện tại Tháp được xây dựng lại vào 1175

### Sự hình thành, truyền thuyết và tầm quan trọng

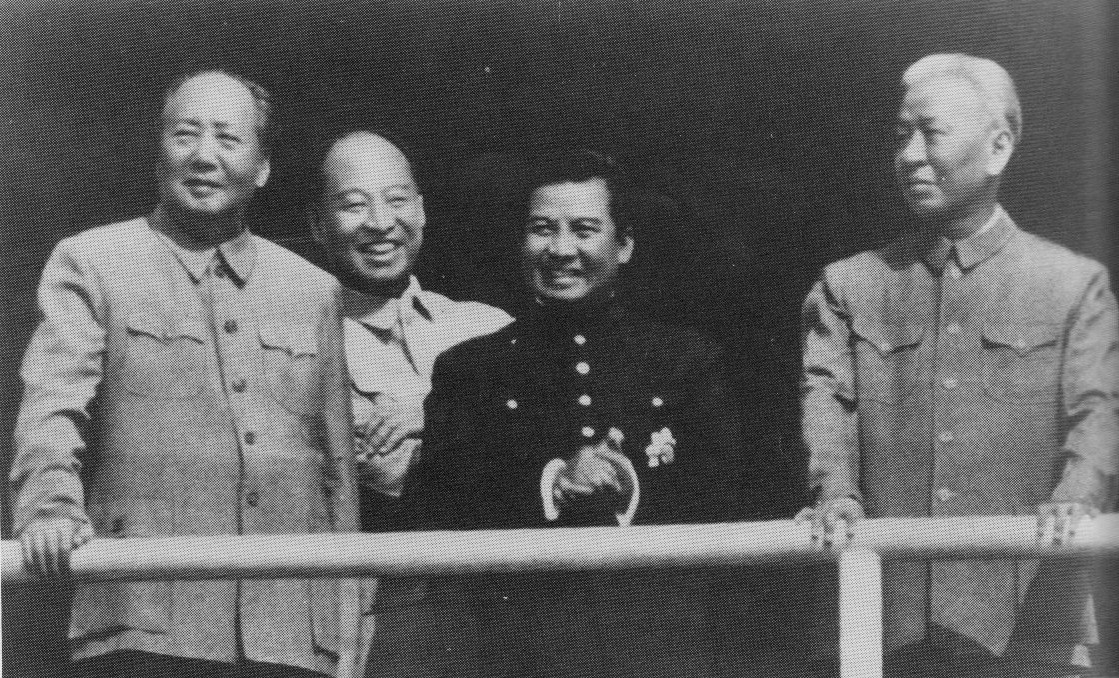
Norodom Sihanouk của Campuchia thăm Trung Quốc

## Kiến trúc

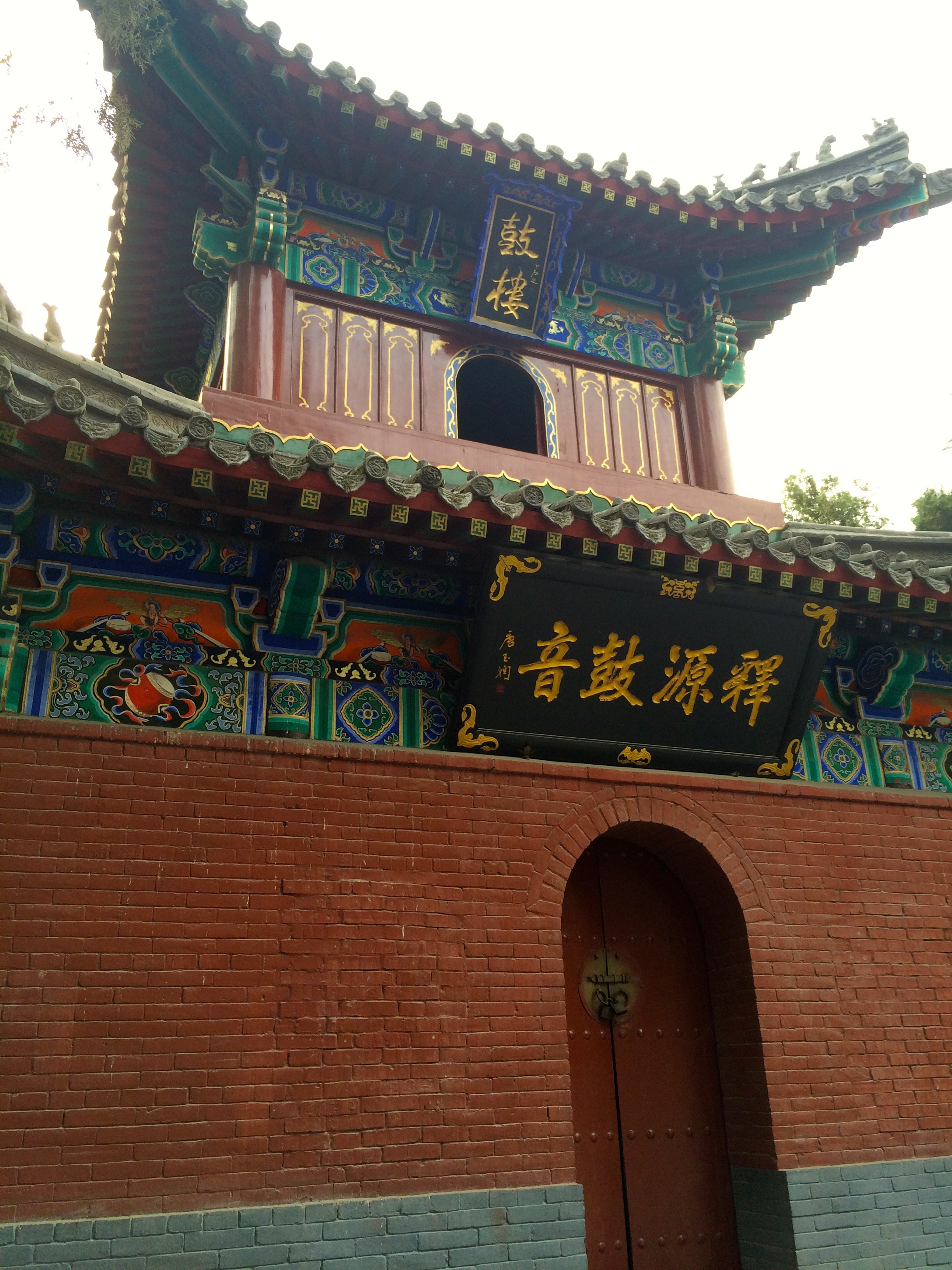
Tháp dùng để trống

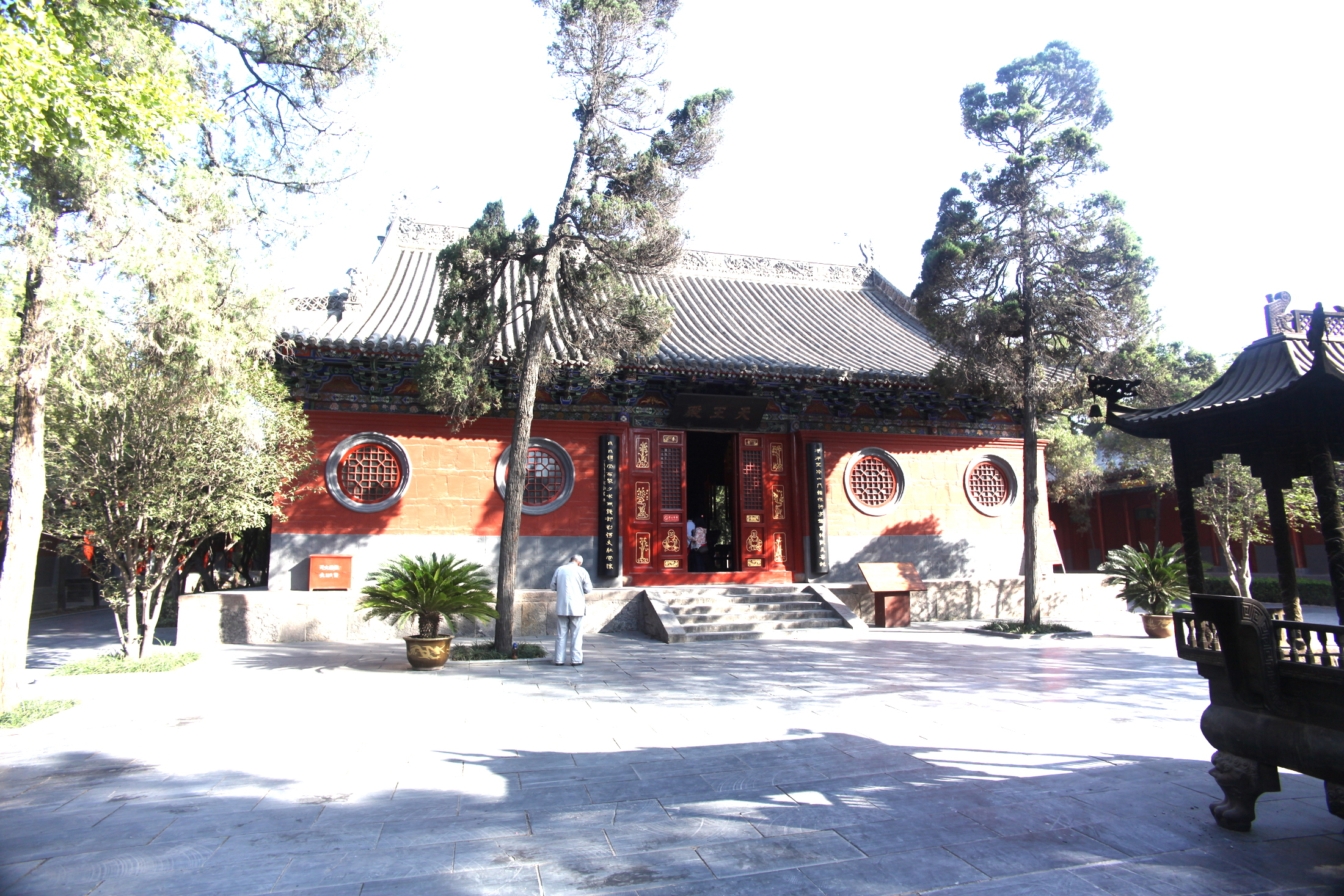
Phòng thiên đường

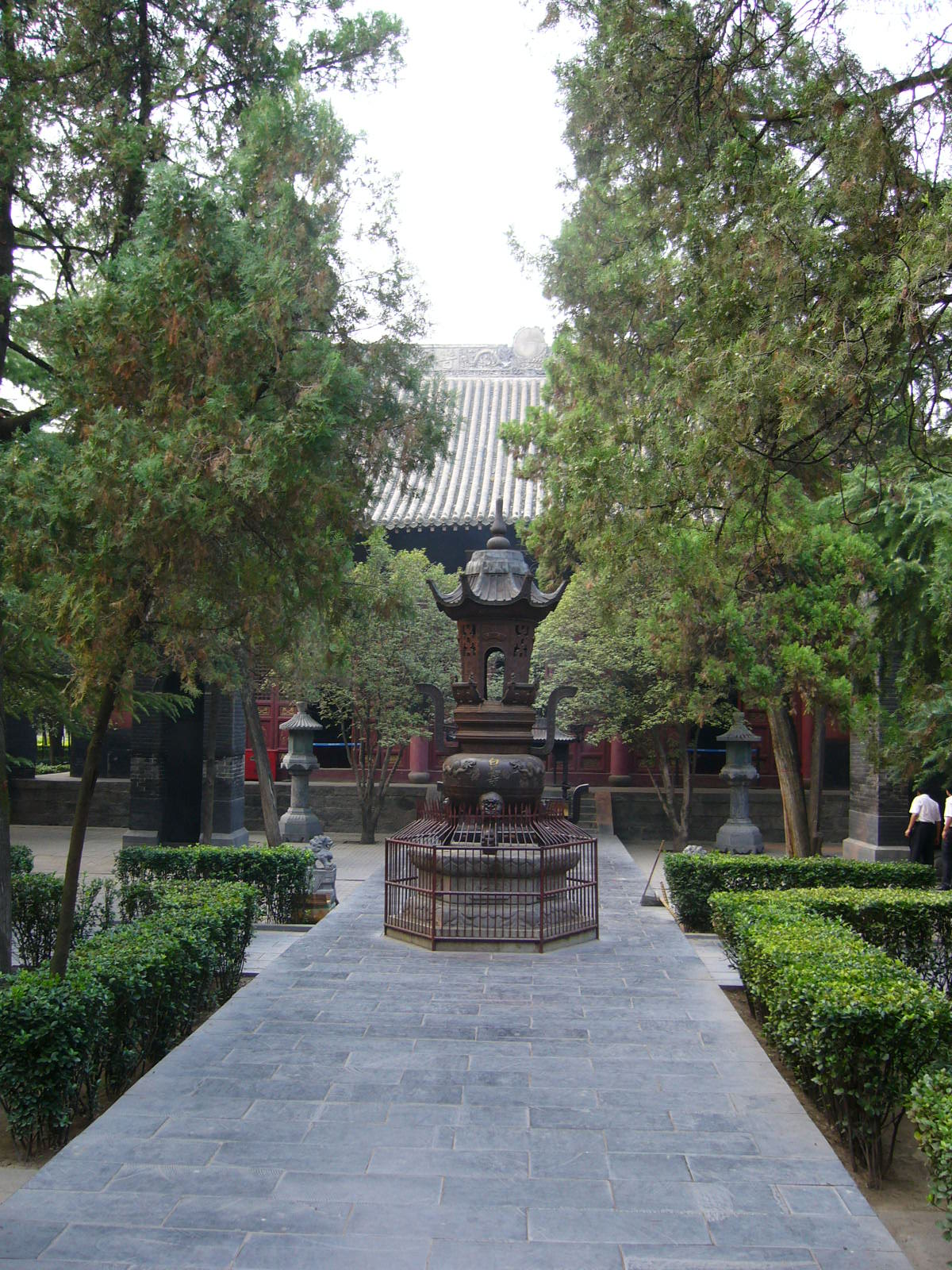
Một tòa tháp ở phía trước của ngôi đền chính để thắp hương